# Anatolij Łebid´
Anatolij Hryhorowycz Łebid´ (ukr. Анатолій Григорович Лебідь, ros. Анатолий Григорьевич Лебедь, Anatolij Grigorjewicz Lebied´; ur. 1944) – ukraiński piłkarz, grający na pozycji napastnika, trener piłkarski. Ojciec Władimira Lebiedia.

## Kariera piłkarska

### Kariera klubowa
W 1967 bronił barw Zorii Ługańsk. W 1968 przeniósł się do Zirki Kirowohrad. Latem 1982 przeszedł do Łokomotywu Chersoń, w którym występował przez 6 lat. Zakończył karierę piłkarską w zespole Tytan Armiańsk.

## Kariera trenerska
Po zakończeniu kariery piłkarskiej pomagał trenować Krystał Chersoń. Kiedy w kwietniu 1992 Ihor Hamuła podał się do dymisji obowiązki głównego trenera przyjął Łeonid Hajdarży, który kierował drużyną ostatnie 9 meczów do końca sezonu również grając w niej. Chociaż w protokołach wpisywano nazwisko Łebidia. Od nowego sezonu 1992/93 oficjalnie objął stanowisko głównego trenera. Podczas przerwy zimowej sezonu 1992/93 przekazał funkcje Wiktorowi Masłowu, pozostając pracować w sztabie szkoleniowym Krystału. Od października 1993 do czerwca 1994 ponownie prowadził chersoński klub. Potem pomagał szkolić piłkarzy jako asystent trenera.

## Sukcesy i odznaczenia

### Odznaczenia
- nagrodzony tytułem Mistrza Sportu ZSRR: 1966